# 90712 Wittelsbach
90712 Wittelsbach este un asteroid din centura principală de asteroizi.

## Descriere
90712 Wittelsbach este un asteroid din centura principală de asteroizi. A fost descoperit pe 12 octombrie 1990 la Tautenburg de Freimut Börngen și Lutz Dieter Schmadel. Asteroidul prezintă o orbită caracterizată de o semiaxă mare de 2,76 ua, o excentricitate de 0,24 și o înclinație de 8,8° în raport cu ecliptica.